# کوجی یامازاکی
کوجی یامازاکی (انگلیسی: Kōji Yamazaki؛ زادهٔ ۱۶ ژانویهٔ ۱۹۶۱) ارتشبد نیروی زمینی ژاپن است، که هم‌اکنون به‌عنوان رئیس ستاد کل نیروهای دفاع‌ازخود ژاپن فعالیت می‌کند. 
وی فعالیت نظامی را از سال ۱۹۸۳ در نیروی زمینی ژاپن آغاز کرد. او پیش‌تر در فاصله سالهای ۲۰۱۷ تا ۲۰۱۹ فرماندهی نیروی زمینی دفاع‌ازخود ژاپن را برعهده داشت. وی همچنین برندهٔ جوایزی همچون لژیون دونور (افسر) و لژیون افتخار شده‌است.